# Shinan, Syria
Shinan (tiếng Ả Rập: شنان) là một ngôi làng nằm ở phía đông của Jebel az-Zawiya ở Syria. Nó nằm khoảng 30   km về phía nam của Idlib và phía tây bắc Maarrat al-Nu'man ở khoảng cách khoảng 13 km trong địa hình rất gồ ghề. Nó nằm trong khu hành chính của Ariha. Theo Cục Thống kê Trung ương Syria, Shinan có dân số 2.025 người trong cuộc điều tra dân số năm 2004.

## Kiến trúc
Những ngôi nhà là sự pha trộn của Byzantine, La Mã và di sản Hồi giáo đầu tiên và những ngôi nhà AlGhams (bùn) vốn thịnh hành trong thời kỳ cuối Ottoman. Các tòa nhà hiện đại được xây dựng ở hai bên của một thung lũng từ đông sang tây.

## Khảo cổ học
Ngôi làng Shnan chứa nhiều địa điểm khảo cổ chủ yếu thuộc về người La Mã và Byzantines. Umm Serfos là một trạm cho các đoàn lữ hành đi từ Ebla đến Ugarit. Tác động của nó có thể nhìn thấy ở một vùng cao phía tây của làng. Nó hoạt động như một khu nghỉ mát mùa hè vì vẫn mát mẻ vào mùa hè và cung cấp một cái nhìn tuyệt đẹp đến khu vực phía đông của ngôi làng.
Ngôi làng chứa nhiều ngôi mộ La Mã được chạm khắc trong đá và ẩn trong hang động. Nó cũng chứa một chiếc đĩa được khắc trên đá với một bức tranh của Nero, với một con sư tử và một cô gái trẻ.

## Nền kinh tế
Nghề nghiệp chính là nông nghiệp, mặc dù địa hình gồ ghề. Một cây trồng chính là cây mai. Sản lượng đạt hơn 75 tấn mơ trong năm 2008.

## Dịch vụ
Làng tổ chức hai trường học cho giáo dục cơ bản (chu kỳ đầu tiên và chu kỳ thứ hai), một chi nhánh của Hiệp hội tiêu dùng (hợp tác xã), một nhà thờ Hồi giáo, một hiệu thuốc. Điện, nước và dịch vụ điện thoại có mặt.